# SARU (漫画)
『SARU』（サル）は、五十嵐大介による日本の漫画。描き下ろし単行本という形態で発表され、上巻が2010年2月25日に、下巻が2010年10月29日に小学館のIKKI COMIXから発売された。

## 概要
本作は、いにしえより世界各地に現れ恐れられてきた存在"猿"の謎を追う物語。
小説家の伊坂幸太郎との競作企画で、五十嵐と伊坂が互いに出し合ったアイデアを共有しながら、マンガと小説で異なる独立した物語を創り上げるというプロジェクトだった。2009年に五十嵐は漫画『SARU』を小学館から、伊坂は小説『SOSの猿』を中央公論新社から発売した。五十嵐は「明朝北京・紫禁城」「ツングースカ大爆発」「フォークランド紛争」「ノストラダムス」「地球温暖化」「エクソシスト」「西遊記」など、世界各地の神話や伝承、事件を集めて新たな物語を構築し、伊坂は「引きこもり青年の悪魔祓いを頼まれた男」「株誤発注事件の原因を調査する男」「孫悟空」、それぞれが織り成す「救いの物語」を書き上げた。

## あらすじ
いにしえの時代より世界各地に現れ、災いをもたらしてきた存在。人々は"猿"のような姿をしたそれを、己の信ずる宗教や土着信仰にもとづき名前を与え、畏れてきた。「斉天大聖孫悟空」も、そうして与えられた名のひとつだった。そして現代。人類はまた姿を現したそれと対峙することになる。
ペルー、リマ。何者かが反魂の儀式を行い、征服者ピサロを蘇らせる。
フランス、パリ。少女とその両親が乗る乗用車のフロントガラスをネズミの群れが覆い、事故を起こさせる。
ロシア連邦、サハ共和国ユカギル。溶け出した永久凍土から猿に似た巨大な生き物の遺骸が発掘される。
インド西部・ゴア。聖フランシスコ・ザビエルの遺体が祭壇から消えた。
時を同じくして世界各地で不可思議なことが起こる中、パリの交通事故で唯一生き残った少女イレーヌは、入院中に現れた症状により"悪魔憑き"と認定される。バチカン公式エクソシスト・カンディドはイレーヌの身元引受先であるイタリアに派遣され、彼女に接触。しかし、彼の呼びかけに対し、少女は自らを「斉天大聖孫悟空」と名乗った。
一方、フランスのアングレームでは、日本人留学生の奈々が謎の目の痛みに苦しんでいた。それが黒魔術による呪いのせいだと一目で見抜いたのは、ブータンから来た若き僧侶・ナムギャルだった。伝統ダンスの名人として国際ダンス・ビエンナーレに招かれたナムギャルに興味を抱いた奈々は、アフガニスタンへ向かうという彼に同行を申し出る。
そして、イレーヌに取り憑いた「孫悟空」を名乗る者が単なる"悪魔"ではないと確信したカンディドもまた、その「孫悟空」の導きによりアフガニスタンへと向かうのだった。

## 登場人物
イレーヌ・ベアール
「孫悟空」="猿"が憑依しているフランス人の少女。彼女の中の"猿"を狙った暗殺団によって引き起こされた交通事故により同乗していた両親が死亡し、孤児となる。
カンディド・アマンティーニ
バチカン公式エクソシスト。バチカンからの命を受け、イレーヌとともに"猿"の謎を追う。
ナワン・ナムギャル
ブータンの僧侶。伝統ダンスの名手で国際ダンス・ビエンナーレの招待客としてアングレームにやって来た。出生から幼年期までの記憶が失われている。
辺見奈々
フランス・アングレームに住む日本人留学生。ナムギャルに強い興味を抱き、彼に同行する。
ニルファ・カムルカン
アフガニスタンのパンシール峡谷に暮らす老婆。"猿"が憑依した兄の代弁者で"猿"に取り憑かれた者を見守る"ウォッチャー"の一人。現在起こっている事を把握している3人の人間の一人。
フランシスコ・ピサロ
インカ帝国を征服したコンキスタドール。"反魂"により死から蘇り、黒魔術を用いて"アングレームの大猿"を目覚めさせるために暗躍する。
ディエゴ・デ・アルマグロ
ピサロと共にインカ帝国を征服したコンキスタドール。ピサロと同様に"反魂"によって死から蘇り、彼の片腕として策略を巡らせる。
フランシスコ・ザビエル
日本にキリスト教を伝えた宣教師。現世に復活し、サペーリョ（ザビエルのイタリア語読み）と名乗る。カンディドをイレーヌに引き合わせた。
ロレンソ了斎
盲目の元・琵琶法師。ザビエルにより改宗し、彼に付き従っている。
マルコリオス
エチオピア正教会の神父で"ウォッチャー"の一人。名前はメルクリウスの現地語読み。カンディド一行を"アロンの杖"の隠し場所へ案内する。
ビエラ・カリ
ロマ。星の楽団を率いてSARUに対抗する。現在起こっている事を把握している3人の人間の一人。
ニョマン・サディア
インドネシアのバリ島ウブドの人間。現在起こっている事を把握している3人の人間の一人。

## 用語
"猿"
カソリック教会が"悪魔"の可能性があるとしている、実体のない知的生命体のひとつ。土地により、時代により、「ハルマンタ」「トラロック」「トゥニアクルク」「ドゥナエー」「内臓を晒す者」「ハヌマーン」「トート」「ヘルメス・トリスメギストス」「斉天大聖孫悟空」など、様々な名で呼ばれてきた。そのいずれもが天候に関係していて猿のような姿をしている。
遥かな昔に存在した世界のあらゆる秩序を左右するほどの巨大な力を持つ猿のような姿の存在が生み出した無数の分身、「身外身」のうち、勝手に独自の成長を始めた二体のうちの一つ。精神を進化させた"精神の身外身"。増えすぎた力を収容しきれなくなって壊れる寸前の肉体をシベリアの永久凍土に隠し、精神を別の器・人間に移した。一人一人は器として小さすぎるが、多くの人間に分散して憑依する事で十分な容量を得る事が出来た。イレーヌとニルファの兄など比較的大きな容量の人間が世界中に50〜60人いて、その他にほんの僅かずつ分担している人間が数千、あるいは数万人いると推測されている。
"アングレームの大猿"
アンゴルモアの大王。二体の身外身のうちのもう一方、肉体を進化させた"肉体の身外身"。進化が進むほどその精神は退化していき、ついには破壊エネルギーを喰って成長し続ける強大な肉体と本能だけの存在になった。あふれ出るその強大な力は、今や黒魔術の力の源となっている。記録に残っているその出現は西暦1626年、明代中国の北京で起きた謎の大爆発。1908年、シベリアでのツングースカ大爆発。その時、人間は最大の魔術によって撃退したが、息の根を止めるまでには至らなかった。瀕死のまま逃げのび、1982年フォークランド紛争の折に目撃されている。その後、ユーラシア大陸西端近く、フランスのアングレームに身を潜めた。
暗殺団
黒魔術を用いて"猿"がより強く憑依している人間を殺害して回っている正体不明の集団。その目的は、世界のバランスを崩してアングレームの"肉体の身外身"を復活させ、世界を破壊すること。永久凍土の融解により隠しておいた"猿"の肉体が腐り果て、それと共に"猿"の力が急激に衰えたことにより、対の関係にある"アングレームの大猿"の力が増大していることに気付き、世界に散らばった"猿"の入った器である人間を殺し始めた。
ウォッチャー
代々"猿"が憑依する者が現れる一族であり、"猿"が取り憑いた人間を監視し、それを守るために戦ってきた一族。
W・C・R・P（世界宗教者平和会議）
フランス南西部アングレームの地下深くに巨大なエネルギーが存在することが確認された。その正体不明の何かを封じ込めておくためにはカソリック教会の封魔の法だけでは力が足りなかった。そこで秘密裏にあらゆる宗教がそれぞれに伝わる独自の封魔の法を効果的に組み合わせるために協力し合うことになり、その協力の場として開催された。表向きは国際的な文化交流の場として。実際は災厄を封じ込めるためにあらゆる宗教の封魔の法を絡めた網、"天羅地網"を形づくるための場として。
1970年に第一回WCRPが京都で開かれ、そこで決められたのが「アングレーム・ダンス・ビエンナーレ」の開催とその継続だった。ダンスが名目とされたのは、ダンスとは本来は神と語り、魔を封じる身体言語だったからである。1999年の危機はとりあえず回避されたが、定期的に天羅地網を補強しているにもかかわらず、ここにきてなぜかその効力が弱まっている。
斉天大聖・孫悟空
中国四大奇書のひとつ『西遊記』の登場人物で石から生まれた猿の王。様々な呼び名で呼ばれるが、自らは斉天大聖を名乗った。"天に斉しい力を持つ聖なる存在"。「偉大なる魔術師」「偉大な戦士」「偉大な王」と多くの顔を持っている。
ヘルメス・トリスメギストス
錬金術の父にして、キリスト教密教の創始者"ヘルメス"、あるいは"メルクリウス"。彼の説いた「ヘルメス文書」は15〜16世紀には聖書と同等のものと考えられていた。「偉大な哲学者」「偉大な神官」「偉大な王」の3つの顔を同時に持つとされ、ゆえに「トリスメギストス（三重に偉大なるもの）」と呼ばれた。ルネサンスの神秘思想家フィチーノは「メルクリウス（ヘルメス）は本当は5人いて、その5番目の者をエジプト人は"トート"、ギリシア人は"トリスメギストス"と呼んでいた」と言っている。
トート神
エジプトの古代の神。「月神」「時の計測者」「神々の書記」にして「文字と魔術の発明者」。ヘルメスとは同一起源とされる。古代エジプトにおいて、多くの図像では朱鷺の頭をした人間の姿に描かれる。しかし、ヒヒの姿で表す事もある。
トラロック
アステカ文明の雨と雷の神。
ドゥナエー
英国・マン島の天気の精霊。
ハヌマーン
インドの風の神の化身
ハルマンタ
チベットの伝説の存在。
魔女ランダ
"内臓を晒す者"。バリ島に伝わる古い信仰。海から来ると言われる邪悪な存在。顔にある第三の眼である神眼「チャクラ」を持ち、手にはその姿を隠す白い布、口からは長い舌を出し、内臓を晒して強さを誇示している。
聖獣バロン
バリ島に伝わる古い信仰。聖なる山に棲む聖なる存在。赤い顔、金の冠と首輪、口元の髭、長い尾で表される。
契約の箱
神との契約"十戒"が刻まれた石板を収めた箱。旧約聖書に記されている。石板の他に、神が天から降らせた食べ物「マナ」と「アロンの杖」が入っている。ソロモン王の時代にソロモン宮殿にあったが、その後行方不明となり、ゆえに「失われた聖櫃」と言われる。
アロンの杖
アロンはモーセの兄。モーセがイスラエルの神から授かり、兄とともに使用した。エジプトで9つの災いを起こしてエジプト王を懲らしめ、出エジプト時に海を割ったのはこの杖だという。

## 書誌情報
- 五十嵐大介『SARU』（小学館IKKI COMICS）全2巻
  - 上巻（2010年3月2日初版発行）、ISBN 978-4-09-188497-8
  - 下巻（2010年11月3日初版発行）、ISBN 978-4-09-188518-0